# 晴乃チック・タック
晴乃チック・タック（はるのチック・タック）は、1960年代に活躍した漫才コンビ。晴乃ピーチク・パーチクの晴乃ピーチクの弟子。「どったの?」「いいじゃなぁ～い」等の当たりギャグでアイドル的な人気を博し演芸ブームを牽引、お笑いタレントの先駆けとなった。1960年結成、1969年解散。解散後、チックは師匠や弟子とのコンビで活動。タックは高松しげおとして漫談、俳優で活動。2010年に東京漫才の殿堂入り。

## メンバー
- 晴乃チック（1942年3月18日 - 1986年9月29日[1]）

ツッコミ担当。本名は杉浦純一郎（すぎうら じゅんいちろう）。
東京都足立区千住の出身。都立工業高校の印刷科を肋膜炎のため中退。
ピーチクの弟子となったきっかけは家が近所だったため。
解散後は芸人・俳優活動の他、実家でスナック「俺の店」を経営した。また所属事務所小谷プロの事務員としても勤務した。1986年、脳溢血により死去。
- 晴乃タック（1943年11月25日[1] - ）

ボケ担当。本名は高松茂雄（たかまつしげお）。
東京都本所区東駒形（現・墨田区東駒形）出身。帝京商工高校電力科中退。
解散後は「高松しげお」の名で俳優などで活動。

## 来歴
1960年に同じ晴乃ピーチクの弟子だった2人がコンビ結成。初舞台は1960年9月の浅草松竹演芸場。1969年にコンビ解消。

## 受賞
- 1966年 - NHK新人漫才コンクール

## 出演番組・ドラマ・映画
バラエティー
- 大正テレビ寄席
- お笑い娯楽館
- お笑いカラー寄席
- しろうと寄席
- 凸凹モンタージュ合戦
- 昭和とんちんかん

ドラマ
- バッチリ横丁
- ズッコケ横丁
- なんでも110番 - 町の警官（チック）、新聞記者（タック）
- ウルトラQ 第7話「SOS富士山」 - 岩石怪獣ゴルゴスをダイナマイトで破壊してしまう作業員（タック）と、それを怒鳴る作業員（チック） 役。
  - ウルトラQは怪獣の世界 - 開始前に放送された前夜祭で、怪獣に会う掃除人役で出演。
- 夫婦百景
- 意地悪ばあさん 第58話「ああ大芸術家の巻」 ※タックはコンビ解散後の第94話から波多野タツ（3代目）役で主演している。

映画
- 青春ア・ゴーゴー
- 涙くんさよなら
- 落語野郎 大脱線
- 爆笑野郎 大事件
- 純情二重奏
- 極道社員遊侠伝
- 盛り場ブルース
- 昭和元禄ハレンチ節
- 喜劇 大安旅行
- 夜の歌謡シリーズ おんな
- 猛烈社員 スリゴマ忍法

海外ドラマの吹き替え
- チック・タックのフライマン(原題:Mr. Terrific)

人形劇
- ひょっこりひょうたん島 - 「アル・カジル王国」編で、国王の家来役で登場。